# Бекман, Давид
Давид Александр Бекман (нем. David Alexander Beckmann; род. 27 апреля 2000, Изерлон, Северный Рейн-Вестфалия, Германия) — немецкий автогонщик. В сезонах 2016—2017 годов выступал в чемпионате Европы Формулы-3. В сезоне 2018 года участвовал в серии GP3 за команду Trident Racing. Бекман выступал в Формуле-2 в сезонах 2021—2022 годов, а также является резервным и развивающимся гонщиком в команде Andretti Autosport в Формуле-E. В сезоне 2023 года выступал за Andretti в двух гонках Формулы-E, в которых заменил Андре Лоттерера.

## Карьера
Бекман начал свою гоночную карьеру в картинге в 2008 году, где выступал по 2014 год.
В сезоне 2015 года Бекман перешёл в формульные гонки в ADAC Формуле-4 и Итальянской Формуле-4, выступая за команду Mücke Motorsport. Он закончил сезон четвёртым в Итальянской Формуле-4 и пятым в ADAC Формуле-4, а также выиграл чемпионат новичков в немецком первенстве.
В сезоне 2016 года Бекман остался в Mücke Motorsport и выступал в чемпионате Европы Формулы-3. Он пропустил первые два этапа, потому что ещё не достиг возрастного ограничения. Два третьих места стали лучшим результатом Бекмана в гонке. Давид занял 15-е место в турнирной таблице. Кроме того, с сезона 2016 года Бекмана поддерживал производитель напитков Red Bull. В сезоне 2017 года Бекман перешёл в команду Van Amersfoort Racing и снова выступил в чемпионате Европы Формулы-3. После трёх этапов он перешёл в команду Motopark.
В середине 2018 года Бекман перешёл из команды Jenzer Motorsport в Trident Racing в серии GP3. На первом этапе Бекман смог добиться своего лучшего результата в сезоне, заняв четвёртое место. В следующих гонках он побеждал в Спа, Монце и Сочи, что сделало его лучшим гонщиком второй половины сезона. Имея в общей сложности три победы, четыре места на подиуме и две поул-позиции, Бекман занял пятое место в личном зачёте по итогам сезона.
В сезоне 2019 года Бекман выступал за команду ART Grand Prix в Формуле-3. В сезоне 2020 года Давид снова выступал в Формуле-3, на этот раз за команду Trident Racing, и финишировал шестым в личном зачёте после двух побед и ещё четырёх подиумов.
Бекман выступил в сезоне Формулы-2 2021 года за команду Charouz Racing System. После третьего места в первой гонке сезона в Бахрейне Давид Бекман завоевал второе место в Баку. После четырёх этапов Давид перешёл в команду Campos Racing. Он досрочно завершил сезон и закончил сезон на 15-м месте в личном зачёте.
В сезоне 2022 года Бекман присоединился к команде Формулы-E Andretti Autosport в качестве резервного пилота и пилота по развитию. На этапе Формулы-2 в Имоле Давид заменил в команде Charouz постоянного гонщика Джема Болукбаши, получившего травму во время тренировки в Джидде. Бекман выступал за команду Van Amersfoort Racing на этапе Формулы-2 в Сильверстоуне, Поль Рикаре и Хунгароринге. С одной стороны, постоянному гонщику Амори Кордилу запретили участвовать в этапе на Сильверстоуне, поскольку он набрал 12 штрафных баллов после нескольких нарушений в гонках, а с другой стороны, Джейк Хьюз заболел коронавирусом в Великобритании, поэтому он не смог принять участие в гонках. Перед гонкой в Спа-Франшоршам было объявлено, что Бекман также заменит Хьюза до конца сезона.
На сезон Формулы-E 2022/23 Бекман был объявлен резервным гонщиком команды Porsche вместе с Симоной де Сильвестро. В качестве замены постоянному гонщику Андре Лоттереру, который не смог участвовать в соревнованиях из-за подготовки к участию в «24 часах Ле-Мана», Давид дебютировал в Формуле-E в июне 2023 года на гонке Формулы-E в Джакарте. Бекман финишировал в первой гонке на 16-м месте и сошёл во второй.